# Hanamaneri (G), Badami
Hanamaneri (G) là một làng thuộc tehsil Badami, huyện Bagalkot, bang Karnataka, Ấn Độ.